# 치킨 리틀
《치킨 리틀》(영어: Chicken Little)은 월트 디즈니 피처 애니메이션이 제작하여 2005년에 개봉한 미국의 애니메이션 영화이다. 최초의 디즈니 3D 애니메이션 영화이다.

## 줄거리
오키 오크스 마을에서 "치킨 리틀" 클럭이 학교 종을 울리며 모두에게 목숨을 걸고 도망치라고 경고한다. 이로 인해 마을은 혼란에 빠진다. 결국, 소방서장은 진정하고 무슨 일이 벌어지고 있는지 묻는다. 그는 마을 광장의 큰 참나무 아래 앉아 있을 때 하늘 조각이 머리 위로 떨어져 하늘이 무너지고 있다고 설명하지만, 그 조각을 찾을 수 없다. 한때 고등학교 야구 스타였던 그의 아버지 벅 "에이스" 클럭은 그저 참나무에서 떨어진 도토리가 머리에 맞은 것이라고 추정하며, 치킨 리틀을 마을의 웃음거리로 만든다.
1년 후, 치킨 리틀은 실수로 모든 것을 망치는 경향이 있어 마을에서 악명이 높아졌다. 그의 유일한 친구들은 다른 아웃사이더들인 애비 말라드("못생긴 오리 새끼"라는 별명), 런트(겁쟁이 돼지), 그리고 피시 아웃 오브 워터(수돗물이 가득 찬 헬멧을 쓴 물고기)이다. 치킨 리틀은 자신의 명성과 아버지의 자부심을 되찾기 위해 학교 야구팀에 합류하지만, 마지막 경기 9회 말까지 후보로 머무른다. 그는 공을 치고 1루, 2루, 3루를 지나 홈 플레이트에서 외야수들과 마주친다. 그는 홈 플레이트로 슬라이딩을 시도하지만 공에 맞는다. 그가 경기를 졌다고 추정되지만, 심판은 먼지를 털어내 치킨 리틀의 발이 홈 플레이트에 닿아 있음을 드러내고, 그를 세이프 선언하며 경기를 승리한다. 치킨 리틀은 페넌트를 획득한 영웅으로 칭송받는다.
그날 밤 집으로 돌아온 치킨 리틀은 다시 같은 "하늘 조각"에 머리를 맞는다. 그런데 그것은 조각이 아니라 배경과 섞이는 패널이라는 것을 알게 된다(이것이 치킨 리틀이 지난번에 그것을 찾을 수 없었던 이유를 설명해 줄 것이다). 그는 친구들을 불러 그것이 무엇인지 알아내는 것을 돕게 한다.
피시가 육각형 뒤에 있는 버튼을 누르자, 그것은 하늘로 날아가 그를 데리고 간다. 그것은 두 외계인이 조종하는 보이지 않는 UFO의 위장 부분으로 밝혀진다. 치킨 리틀, 애비, 런트는 피시를 구하고, 외계인들이 지구로 향하고 있다는 것을 알게 된다. 두 외계인은 옥수수밭을 가로질러 그들을 쫓아 공격한다. 그들은 학교로 서둘러 돌아가고, 치킨 리틀은 모두에게 경고하기 위해 종을 울리지만, 외계인들은 주황색 외계인 아이를 남기고 탈출한다. 아무도 외계인 침공 이야기를 믿지 않고 치킨 리틀의 명성은 다시 망가진다. 다음날 아침, 그와 그의 친구들은 커비라는 이름의 주황색 외계인을 발견하고, 몇 분 후, 외계 함대가 마을에 내려와 침공으로 보이는 것을 시작한다. 그러나 이 침공은 실제로는 오해였는데, 두 외계인이 잃어버린 아이를 찾고 있었고 오직 걱정 때문에 공격했던 것이다. 외계인들이 오키 오크스 전역을 파괴하며, 가는 길에 모든 것을 증발시키는 것처럼 보이자, 치킨 리틀은 지구를 구하기 위해 커비를 부모에게 돌려보내야 한다는 것을 깨닫는다.
침공 중에, 아들에 대한 자부심과 신뢰를 되찾은 벅은 외계인들이 그들을 "증발"시킬 때까지 아들을 방어한다. 그러나 외계인들은 실제로 사람들을 증발시키는 것이 아니라 UFO에 텔레포트시키고 있었다. 외계인들은 지구를 여행하다가 도토리 때문에 이 마을에 왔던 것으로 밝혀진다. 그들의 우주선에는 떨어져 치킨 리틀의 머리에 맞은 위장 패널이 손상되어 있었다. 모든 것이 설명된 후, 사과하는 외계인들은 모든 것을 정상으로 되돌려놓고, 모든 사람들은 치킨 리틀이 마을을 구하기 위해 노력한 것에 감사한다.
1년 후, 치킨 리틀, 벅, 그의 친구들, 그리고 오키 오크스 시민들은 치킨 리틀을 에이스라는 이름의 액션 영웅으로 묘사하며 일어난 사건들을 환상적으로 재구성한 영화를 관람한다.